# 김하준 (배우)
김하준(2001년 ~)은 대한민국의 배우다.

## 방송
- 아이:러브:디엠 (2021)
- 우리가 사랑한 그 노래 새가수 (2021) - Top22
- 다시, 플라이 (2021)